# Майрипотаба
Майрипотаба (порт. Mairipotaba) — муниципалитет в Бразилии, входит в штат Гояс. Составная часть мезорегиона Юг штата Гойас. Входит в экономико-статистический микрорегион Мея-Понти. Население составляет 2 209 человек на 2006 год. Занимает площадь 468,029 км². Плотность населения — 4,8 чел./км².

## Статистика
- Валовой внутренний продукт на 2003 год составляет 21 009 732,00 реалов (данные: Бразильский институт географии и статистики).
- Валовой внутренний продукт на душу населения на 2003 год составляет 9 142,62 реала (данные: Бразильский институт географии и статистики).
- Индекс развития человеческого потенциала на 2000 год составляет 0,761 (данные: Программа развития ООН).